# 2013–2014-es magyar női vízilabda-bajnokság
A 2013–2014-es magyar női vízilabda-bajnokság a harmincegyedik magyar női vízilabda-bajnokság volt. A bajnokságban nyolc csapat indult el, a csapatok két kört játszottak. Az alapszakasz után az 1-4. helyezettek play-off rendszerben játszottak a bajnoki címért, az 5-8. helyezettek pedig szintén play-off rendszerben játszottak a végső helyezésekért.

## Alapszakasz
| #  | Csapat                                      | M  | Gy | D | V  | G+  | G-  | P  |
| -- | ------------------------------------------- | -- | -- | - | -- | --- | --- | -- |
| 1. | ZF-Egri VK                                  | 14 | 12 | 1 | 1  | 217 | 115 | 37 |
| 2. | Újpesti VSE                                 | 14 | 11 | 0 | 3  | 199 | 120 | 33 |
| 3. | Dunaújvárosi Főiskola VE                    | 14 | 10 | 1 | 3  | 208 | 105 | 31 |
| 4. | Hungerit-Szentesi VK                        | 14 | 9  | 1 | 4  | 180 | 121 | 28 |
| 5. | BVSC-Zugló                                  | 14 | 6  | 1 | 7  | 155 | 125 | 19 |
| 6. | Szegedi Vízmű-Taylor & Nash-Szegedi Egyetem | 14 | 4  | 0 | 10 | 129 | 165 | 12 |
| 7. | Bp. Honvéd-ELTE-POLO                        | 14 | 2  | 0 | 12 | 109 | 251 | 6  |
| 8. | Angyalföldi SI DSE                          | 14 | 0  | 0 | 14 | 73  | 268 | 0  |

* M: Mérkőzés Gy: Győzelem D: Döntetlen V: Vereség G+: Dobott gól G-: Kapott gól P: Pont

## Rájátszás

### 1–4. helyért
Elődöntő: ZF-Egri VK–Hungerit-Szentesi VK 9–9 (5m:2–3), 8–9, 6–9 és Újpesti VSE–Dunaújvárosi Főiskola VE 10–13, 9–10, 6–14
Döntő: Dunaújvárosi Főiskola VE–Hungerit-Szentesi VK 10–10 (5m:3–4), 7–9, 8–5, 9–9 (5m:5–6)
3. helyért: ZF-Egri VK–Újpesti VSE 10–6, 11–9

### 5–8. helyért
5–8. helyért: BVSC-Zugló–Angyalföldi SI DSE 31–4, 24–4 és Szegedi Vízmű-Taylor & Nash-Szegedi Egyetem–Bp. Honvéd-ELTE-Póló SC 13–9, 14–5
5. helyért: BVSC-Zugló–Szegedi Vízmű-Taylor & Nash-Szegedi Egyetem 10–7, 11–7
7. helyért: Bp. Honvéd-ELTE-POLO–Angyalföldi SI DSE 16–5, 18–4
* 5m: ötméteresekkel
A bajnok Szentes játékoskerete: Bartucz Dóra, Bene Viktória, Catharina Hendrica Van Der Sloot, Dudás Dóra, Elbert Stefánia, Farkas Tamara, Gémes Anett, Gundl Diána, Győri Eszter, Hevesi Anita, Kövér-Kis Réka, Magyar Tamara, Mihály-Kádár Ildikó, Peggy Etiebet, Rácz Daniella, Terefou Stefania, Timár Maja Petra, Tóth Csenge, Vida Peggi
Az ezüstérmes Dunaújváros játékoskerete: Andresz Ivett, Bárdos Gréta, Brezovszki Gerda, Kasó Orsolya, Garda Krisztina, Gurisatti Gréta, Horváth Brigitta, Szilágyi Dorottya, Menczinger Katalin, Miskolczi Ibolya Kitti, Polák Zsófia, Sinka Gréta, Szilágyi Ágnes, Csabai Dóra, Wyckoff Cassandra, Ziegler Diána, Sós Ildikó
A bronzérmes Eger játékoskerete: Clayton Francesca, Czigány Dóra, Gangl Edina, Gerendás Matilda, Jenes Janka, Katona Réka, Miklós Réka, Parádi Klaudia, Pengő Nikolett, Pócsi Bianka, Ráski Lilla, Somhegyi Noémi, Urvári Lili Rita, Vályi Vanda, Vályi Fanni, Veréb Alexandra, Virág Priscilla, Zajácz Hanna

## A góllövőlista élmezőnye
|     | Gól | Játékos                 | Csapat      |
| --- | --- | ----------------------- | ----------- |
| 1.  | 87  | Kisteleki Hanna         | UVSE        |
| 2.  | 63  | Czigány Dóra            | Egri VK     |
| 3.  | 62  | Catharina Van Der Sloot | Szentesi VK |
| 4.  | 62  | Dalmády Szandra         | Szeged      |
| 5.  | 52  | Csabai Dóra             | Dunaújváros |
| 6.  | 49  | Miskolczi Ibolya Kitti  | Dunaújváros |
| 7.  | 49  | Sikter Diána            | UVSE        |
| 8.  | 47  | Kiss Alexandra          | Honvéd      |
| 9.  | 46  | Gurisatti Gréta         | Dunaújváros |
| 10. | 45  | Illés Katalin           | BVSC        |